# Armoriale delle famiglie italiane (Me)
Questo è l'armoriale delle famiglie italiane il cui cognome inizia con le lettere Me.

## Armi

### Mea
| Stemma | Casato e blasonatura |
| ------ | --- |
|        | Meaglia o Medaglia (Rivoli) Titolo: consignori di Cavoretto D'azzurro, a tre medaglie, figurate d'una testa laureata, d'oro (arma antica) alias D'azzurro, a tre medaglie, figurate d'una testa laureata, d'oro, con il capo di concessione di Westfalia, cioè di rosso, carico di un puledro d'argento, ritto e rivoltato, nascente Motto: Dulcia sic miscet amaris (citato in (28)) |
|        | Meazia ? (Casale ?) D'argento, a tre pianticelle di (?), di [..], la centrale sostenente un uccello di [...], con il capo (cucito) d'argento, carico di un sole di rosso (citato in (28)) |
|        | Meazzuoli (Pisa) Partito: nel 1º d'argento, al cavallo inalberato di nero; nel 2º troncato: a/ d'oro, all'aquila dal volo abbassato di nero, sormontata da tre gigli di rosso, ordinati tra i quattro pendenti di un lambello d'azzurro; b/ d'azzurro, a due mazze d'arme decussate al naturale; e alla fascia di rosso passata sulla troncatura (citato in (26)) cavallo rampante di nero su argento - fascia di rosso su troncato di oro e di azzurro - aquila di nero ali abbassate sormontata da lambello (4gocce) di azzurro 3 gigli di rosso su oro - 2 mazze incrociate al naturale su azzurro (citato in LEOM) |

### Meb
| Stemma | Casato e blasonatura |
| ------ | --- |
|        | Meboni (Pistoia) D'oro, al drago aggruppato di verde, coronato di nero, e sormontato da tre gigli d'azzurro ordinati fra i quattro pendenti di un lambello di rosso (citato in (26)) |

### Mec
| Stemma | Casato e blasonatura |
| ------ | --- |
|        | Meccoli (Firenze) D'azzurro, alla figura umana (o selvaggio) di carnagione posta in maestà, appoggiata con la destra a una clava al naturale e tenente nella sinistra un archipenzolo dello stesso; il tutto accompagnato nel cantone sinistro del capo da una stella a otto punte d'oro (alias D'azzurro, alla figura umana (o selvaggio) di carnagione posta in maestà, appoggiata con la destra a una clava al naturale e tenente nella sinistra un archipenzolo dello stesso; il tutto accompagnato nel cantone destro del capo da una stella a otto punte d'oro (citato in (26)) |
|        | Meccoli (Firenze - Perugia) D'azzurro a due spade di ferro poste in croce di S. Andrea sormontate da un elmo d'acciaio (citato in DAlena) |
|        | Mecherini (Pisa) D'argento, al sinistrocherio di carnagione, vestito di rosso, tenente un martello al naturale (citato in (26)) |
|        | Mecherini (Pisa) braccio destro vestito di rosso uscente da sinistra afferrante con la mano di carnagione un martello di nero in banda su argento (citato in LEOM) |

### Med
| Stemma | Casato e blasonatura |
| ------ | --- |
|        | Medaglio (Susa) Titolo: signori di S. Antonino; consignori di Villarfocchiardo Di rosso, alla banda d'azzurro, orlata d'oro, carica di tre gigli dello stesso Motto: Puritas animi nobilitas (citato in DAlena e in (28)) |
|        | Medelago Albani (Bergamo) (la blasonatura non è stata ancora caricata) (Immagine nella Raccolta stemmi Topoguz.) |
|        | Medice (Tropea) di azzurro nel mezzo sei pilotte a forma rotonda l'ultima ha tre gigli (citato in BLCL) |
|        | Medice (Tropea) (LA) campum ceruleum in medio sex pilottas in forma rotunda dispositas suprema vero tria habet lilia (citato in BLCL) Notizie storiche in Tropea Magazine. |
|        | Medici (Toscana) (DE) In Gold 3 rote Scheiben 2:1 gestellt (citato in KHIF) |
|        | Medici o de' Medici (arma antica) d'oro a sei palle di rosso, poste in cinta (citato in (5) – pag. 47) (DE) In Gold 6 rote Scheiben, 1:2:2:1 gestellt (citato in KHIF) |
|        | Medici (Firenze) d'oro, a cinque palle di rosso e in capo una sesta d'azzurro, caricata di tre gigli d'oro, poste in cinta (FR) d'or à six sphères mises en orle, cinq de gueules, celle en chef d'azur chargée de trois fleurs de lys d'or (EN) Or, six spheres set in orle, five Gules, the one in chief Azure charged with three fleurs de lis Or (PT) de ouro, seis esferas colocadas em orla, cinco de vermelho, e a em chefe de azul carregada de três flores de lis de ouro (citato in CROL – pag. 255 e in (5) - pag. 146 (nel capo una palla più grande d'azzurro)) (DE) In Gold 6 1:2:2:1 gestellt Scheiben, die obere blau und belegt mit 3 1:2 gestellten goldenen Lilien, die übrigen rot (citato in KHIF) (la blasonatura non è stata ancora caricata) (citato in BNDD) Immagine ne L'araldica sarteanese nei secoli. (Immagine nella Raccolta stemmi Trippini (JPG).) |
|        | Medici troncato d'oro e d'azzurro, alla stella (6) pomata dell'uno all'altro (citato in (5) - pag. 148) |
|        | Medici (Firenze) D'oro, a undici palle di rosso, 3.2.3.2.1 (citato in (26) e in DAlena) alias D'oro, a otto palle di rosso, 2.3.2.1 (citato in (26) e in DAlena) alias D'oro, a sette palle di rosso, sei poste in cinta e una in cuore (citato in (26) e in DAlena) alias D'oro, a sette palle di rosso poste in cinta, e alla palla d'argento posta in cuore, caricata della croce di rosso (oppure scudetto rotondo del Popolo fiorentino) (citato in (26) e in DAlena) alias D'oro, a sei palle di rosso, 1.2.2.1 (citato in (26) e in DAlena) alias D'oro, a sei palle di rosso, 3.2.1 (citato in (26) e in DAlena) (DE) In Gold 6 rote Scheiben, 3:2:1 gestellt (citato in KHIF) alias D'oro, a sei palle di rosso, poste in cinta (citato in (26) e in DAlena) alias D'oro, a sei palle di rosso, 1.2.2.1, e alla banda diminuita attraversante d'argento (citato in (26) e in DAlena) alias D'oro, a sei palle di rosso, 3.2.1, e alla banda diminuita attraversante d'argento (citato in (26) e in DAlena) alias D'oro, a sei palle di rosso, poste in cinta, e alla banda diminuita attraversante d'argento (citato in (26) e in DAlena) alias D'oro, a sei palle di rosso, 1.2.2.1, e alla banda diminuita attraversante di rosso (citato in (26) e in DAlena) alias D'oro, a sei palle di rosso, 3.2.1, e alla banda diminuita attraversante di rosso (citato in (26) e in DAlena) alias D'oro, a sei palle di rosso, poste in cinta, e alla banda diminuita attraversante di rosso (citato in (26) e in DAlena) alias D'oro, a sei palle di rosso, 1.2.2.1; con il capo d'Angiò (citato in (26) e in DAlena) alias D'oro, a sei palle di rosso, 1.2.2.1; con il capo di Santo Stefano (citato in (26) e in DAlena) alias D'oro, a sei palle di rosso poste in cinta e una palla d'azzurro, posta in cuore, caricata di tre gigli d'oro, 2.1 (citato in (26) e in DAlena) alias D'oro, a cinque palle di rosso, 2.2.1, e a una palla d'argento, posta in capo, caricata della croce di rosso (o scudetto rotondo del Popolo fiorentino), posta entro una ghirlanda di verde (citato in (26) e in DAlena) (DE) In Gold 6 1:2:2:1 gestellte Scheiben, die obere silber und belegt mit 1 roten Kreuz, die übrigen rot (citato in KHIF) alias D'oro, a cinque palle di rosso, 2.2.1, e una palla d'azzurro, posta in capo, caricata di tre gigli d'oro, 2.1 (citato in (26) e in DAlena) alias D'oro, a cinque palle di rosso, 2.2.1, e una palla d'azzurro, posta in capo, caricata di tre gigli d'oro, 2.1, il tutto accostato da due rami di... e sormontato da una corona gemmata di..., infilata da tre foglie di palma di... (citato in (26) e in DAlena) alias D'oro, a tre palle di rosso, 2.1 (citato in (26) e in DAlena) |
|        | Medici (Toscana) (DE) Unter 1 blauen Schildhaupt, darin 1 vierlätziger roter Turnierkragen, in Gold 6 rote Scheiben, 3:2:1 gestellt (citato in KHIF) |
|        | Medici (Toscana) (DE) In Gold 7 3:3:1 gestellte Scheiben, die mittlere silber und belegt mit 1 roten Kreuz, die übrigen rot (citato in KHIF) |
|        | Medici (Toscana) (DE) In Gold 8 2:3:2:1 gestellte Scheiben, die mittlere in der Herzstelle silber und belegt mit 1 roten Kreuz, die übrigen rot (citato in KHIF) |
|        | Medici (Toscana) (DE) In Gold 6 1:2:2:1 gestellte Scheiben, die obere blau, die übrigen rot (citato in KHIF) |
|        | Medici (Toscana) (DE) In Gold 1 schwarzer Mohrenkopf mit silbernem Stirnreif, begleitet oben von 1 blauen, beidseitig und unten von 5 2:2:1 gestellten roten Scheiben (citato in KHIF) |
|        | Medici o Vieri de' Medici (Toscana) (DE) In Gold 6 1:2:2:1 gestellte Scheiben, die obere silber, belegt mit 1 roten Kreuz und umschlossen von 1 grünen Lorbeerkranz, die übrigen rot (citato in KHIF) |
|        | Medici (Toscana) (DE) In Gold 8 rote Scheiben, 2:3:2:1 gestellt (citato in KHIF) |
|        | Medici (Toscana) (DE) In Gold 7 rote Scheiben, 2:3:2 gestellt (citato in KHIF) |
|        | Medici (Toscana) (DE) In Gold 6 Scheiben, 1:2:2:1 gestellt und überdeckt von 1 roten Schrägbalken (citato in KHIF) |
|        | Medici ripartito controfasciato d'azzurro e d'argento al castello di rosso, col capo d'oro caricato da un'aquila di nero (citato in (4) – Vol. II pag. 540) |
|        | Medici o Medico o De Medicis (Messina) Titolo: barone della Carrubba d'oro, a cinque torte di rosso, poste in cinta e nel capo una più grande d'azzurro, caricata da tre gigli d'oro ordinati 2 e 1 (citato in Mango e in (32)) Corona di barone Notizie storiche in Famiglie nobili di Sicilia. |
|        | Medici (Milano) (la blasonatura non è stata ancora caricata) (Immagine nella Raccolta stemmi Trippini (JPG).) |
|        | Medici Ottajano (Ottaviano) D'oro a cinque bisanti rossi, disposti 2, 2 e 1, accompagnati nel capo da una bisante azzurro caricato di tre gigli d'oro, disposti 2, 1; al capo d’azzurro caricato dal gonfalone pontificio d’oro. (citato in STVS) |
|        | Medici (Sarzana) fascia di oro su azzurro - luna di oro in alto su azzurro - 3 stelle (5 raggi) di oro in basso poste 2,1 su azzurro (citato in LEOM) |
|        | Medici (Torino) palazzina diroccata al naturale su oro - bordura composta di oro e di rosso - lupa romana sdraiata allattante i gemelli (Romolo e Remo) di oro su rosso in capo (citato in LEOM) |
|        | Medici (Gavardo) troncato d'argento, nel 1º due stelle d'oro e di rosso; nel 2º un fascio di spighe legate (citato in Piovanelli) |
|        | Medici (Cesena) (la blasonatura non è stata ancora caricata) (citato in BLCW) Immagine in Blasone Cesenate. |
|        | Medici del Vascello (Castello d'Annone, Torino) Titolo: marchesi D'oro, alla figura della villa del Vascello, con le brecce dell'artiglieria, al naturale, con la bordura composta d'oro e di rosso, di trenta pezzi, il tutto sotto il capo di rosso, carico della lupa romana distesa e allattante due bambini, il tutto d'oro Motto: Excelsior (citato in (28)) |
|        | Medici di Marignano (Milanese) Titolo: marchesi di Lanzo D'oro, a cinque palle di rosso e una rotella d'azzurro, ordinate in cinta, la rotella carica di tre gigli, d'oro (citato in (28)) |
|        | Medici di Vitale (Firenze) D'oro, a sei palle di rosso ordinate in cinta alias D'oro, a cinque palle di rosso, e alla palla d'azzurro posta in capo, caricata di tre gigli d'oro, 2.1 (citato in (26)) |
|        | Medici di Zara (Firenze) D'oro, a sei palle di rosso, ordinate in cinta alias Di..., a cinque palle di..., 2.2.1, e alla palla di..., posta in capo, caricata di tre gigli di..., 2.1; e alla testa umana di..., posta in cuore (citato in (26)) |
|        | Medici Tornaquinci (Firenze) Partito nel 1° di De’ Medici che è d'oro, a sei palle poste in cinta, di cui la mediana al capo, più grossa, di azzurro, all’arme di Francia, le altre di rosso; nel 2° di Tornaquinci, che è inquartato d'oro e di verde (citato in www.archiviodistato.firenze.it.) |
|        | Medici Tornaquinci (Strada (Arezzo)) inquartato di oro e di verde (citato in LEOM) |
|        | Medici Tornaquinci o Medici (Firenze, Milano) 5 palle di rosso e una di azzurro in alto caricata di 3 gigli di oro posti 2,1 tutte poste in orlo su oro (citato in LEOM) |
|        | Medicis (la blasonatura non è stata ancora caricata) (citato in DAlena) |
|        | Medicis de Albayrate (la blasonatura non è stata ancora caricata) (citato in DAlena) |
|        | Medicis de Casoreto (la blasonatura non è stata ancora caricata) (citato in DAlena) |
|        | Medicis de Masiga o Medicis de Nusigia (la blasonatura non è stata ancora caricata) (citato in DAlena) |
|        | Medicis de Novate (la blasonatura non è stata ancora caricata) (citato in DAlena) |
|        | Medicis Portae Ticinensis (la blasonatura non è stata ancora caricata) (citato in DAlena) |
|        | Medico del Sale (Verona) d'oro, a un cerbero di nero assiso sopra una terrazza di verde, ciascuna delle 3 teste collarinata e linguata di rosso, due volte a destra e l'altra a sinistra (citato in (2) – pag. 124 e in DAlena) |
|        | Medicus (Toscana) (DE) Gespalten: Rechts 3 Zickzackbalken (citato in KHIF) |
|        | Medigieri interzato in calza, di rosso, di nero, e d'argento (citato in (5) - pag. 138) |
|        | Medin (Padova) fascia di oro su troncato di azzurro e di argento l'argento caricato di 2 bande di rosso tutto su scudetto ovale su - aquila bicipite di nero coronata su ambo le teste di oro su partito di azzurro e di rosso - grifo passante tenente in destra una spada alzata trionfante su un leone morto e decapitato tutto al naturale su verde (citato in LEOM) |
|        | Medina (la blasonatura non è stata ancora caricata) (citato in DAlena) |
|        | Medina (Messina, Palermo) d'azzurro, al giglio d'oro, accompagnato nel capo da due stelle di otto raggi dello stesso (citato in Mango e in (32)) Notizie storiche in Famiglie nobili di Sicilia. |
|        | Medolaghi (Firenze) D'azzurro, al castello turrito di un pezzo d'argento, sormontato da una stella a otto punte dello stesso (citato in (26)) |
|        | Medolago o Medolago Albani (Bergamo, Milano) castello di argento a una torre merlata alla ghibellina affiancata in capo - da 2 gigli dello stesso su azzurro (citato in LEOM) (la blasonatura non è stata ancora caricata) (Immagine nella Raccolta stemmi Topoguz.) |
|        | Medolago o Medolago Albani (Bergamo, Milano) castello di oro affiancato da - 2 gigli dello stesso posto sul bordo di - un lago uscente dalla punta al naturale su terrazzo di verde tutto su azzurro (citato in LEOM) |
|        | Medolago o Medolago ALbani (Bergamo, Milano) castello di argento accompagnato da - 2 gigli di oro in capo su verde - 3 testicoli posti 1,2 su troncato di rosso e di oro il primo di oro e i 2 secondi di rosso (citato in LEOM) |
|        | Medolago o Medolago ALbani (Bergamo, Milano) castello di argento affiancato da - 2 gigli dello stesso su terrazzo di verde su azzurro (citato in LEOM) |
|        | Meduna d'oro pieno (citato in (4) - Vol. III pag. 79) |

### Meg
| Stemma | Casato e blasonatura                                                                                                  |
| ------ | --- |
|        | Megliori (Siena) Partito: nel 1º di..., al leone di...; nel 2º di..., a cinque quadrati di..., 2.1.2 (citato in (26)) |

### Mei
| Stemma | Casato e blasonatura |
| ------ | --- |
|        | Mei (Firenze) Inquartato decussato di... e di..., il primo punto caricato di una stella a sei punte di... (citato in (26)) |
|        | Mei (Lucca, Pescia) Troncato: nel 1º trinciato d'oro e d'azzurro, al grugno di cinghiale attraversante al naturale; nel 2º pure d'azzurro, al leone d'oro, tenente una croce latina al naturale alias D'azzurro, al leone d'oro, lampassato di rosso, tenente un martello d'argento, manicato d'oro (citato in (26)) |
|        | Mei o Mei di Pescia (Toscana) (DE) In Blau 1 goldener Löwe, mit beiden Pranken 1 naturfarben gestielten silbernen Hammer haltend (citato in KHIF) |
|        | Mei (Pistoia) D'argento, a due rami decussati di verde, talvolta fioriti di rosso (citato in (26)) |
|        | Mei o Mei di Pescia (Toscana) (DE) In Silber 1 rotes Herz, belegt mit 1 goldenen Kreuz (citato in KHIF) |
|        | Mei (Pescia) leone rampante di oro martello di argento manicato di oro in sbarra tra le anteriori su azzurro (citato in LEOM) |
|        | Mei (Narni) 3 stelle (6 raggi) di argento su fascia di oro su azzurro - lambello (4gocce) di rosso 3 gigli di oro su azzurro - uccello (picchio) al naturale su monte a 3 cime di argento uscente dalla punta su azzurro (citato in LEOM) |
|        | Mei Gentilucci (Castelfidardo, Ancona) 3 stelle (6 raggi) di argento su fascia di oro su troncato di azzurro e di verde - 3 gigli di oro interposti a 4 gocce di un lambello di rosso su azzurro - monte a 3 cime di argento uscente dalla punta sormontato da - un uccello picchio al naturale su verde - agnello pasquale al naturale passante su terrazzo di verde su azzurro - cometa di oro posta in palo affiancata da - 2 stelle (6 raggi) di oro in alto su azzurro (citato in LEOM) |
|        | Mei Orsucci (Pescia) D'argento, al cuore di rosso, caricato di una crocetta d'oro alias D'argento, al cuore di rosso, sostenente una crocetta d'oro (citato in (26)) |
|        | Meinardi o Mainardi o Meynardi (Ivrea) Titolo: conti di Bajo D'azzurro, alla mano appalmata, sormontata da tre stelle, ordinate in fascia, il tutto d'oro alias Palato d'oro e d'azzurro Motto: Libenter et liberaliter alias Bandato d'argento e di nero (citato in (28)) |
|        | Meitinger (Bolzano) leopardo illeonito di oro collarinato di rosso su 3 monti di argento uscenti dalla punta su nero (citato in LEOM) |
|        | Meitinger (Bolzano) leone rampante di oro collarinato di rosso su erta rocciosa a più picchi uscente dalla sinistra della punta al naturale su nero (potrebbe essere anche un leopardo al naturale rampante) (citato in LEOM) |

### Mel
| Stemma | Casato e blasonatura |
| ------ | --- |
|        | Mela (Cesena) (la blasonatura non è stata ancora caricata) (citato in BLCW) Immagine in Blasone Cesenate. |
|        | Melacrino (Reggio Calabria) Titolo: nobili d'azzurro al melo fruttato sulla campagna erbosa, sostenuto da un leoncino di tre stelle il tutto d'oro (citato in (29)) |
|        | Melacrino (Reggio Calabria) albero di melo fruttato al naturale nodrito su terrazzo dello stesso sostenuto a destra da - leone rampante di oro e affiancato a sinistra da - 3 stelle (5 raggi) di oro poste in fascia tutto su azzurro (citato in LEOM) |
|        | Melani (Firenze) D'azzurro, all'albero al naturale fruttifero di rosso, nodrito sul terreno al naturale, e affiancato da due orsi controlevati dello stesso, cinti e incatenati di nero al tronco dell'albero (citato in (26)) |
|        | Melani (Pisa) Di rosso, alla biscia guizzante in palo di verd (citato in (26)) |
|        | Melani (Pisa) Di..., al gallo ardito di... (citato in (26)) |
|        | Melani (Pistoia, Firenze) D'azzurro, al cinghiale di nero cinghiato d'argento, passante sul terreno al naturale e sormontato da un giglio d'oro alias D'azzurro, al cinghiale di nero cinghiato d'argento, passante sul terreno al naturale e sormontato da un giglio d'argento (DE) Blau-grün geteilt: Oben 1 schreitendes silbergezäumtes schwarzes Schwein auf der Teilungslinie, oben begleitet von 1 goldenen Lilie (citato in (26) e in KHIF) |
|        | Melani (Firenze) maiale di nero fasciato di argento passante su terrazzo di verde su azzurro - giglio fiorentino di argento in alto su azzurro (citato in LEOM) |
|        | Melani (Prato) Troncato di... e di..., al porco passante di..., cinghiato di..., nel primo (citato in (26)) |
|        | Melani (Siena) Troncato d'azzurro e di verde, al cervo coricato attraversante d'argento (citato in (26)) |
|        | Melano o Mellano (Cuneo, Entracque) Titolo: conti di Portula; signori di Monasterolo; consignori di Fiano Di rosso, alla sbarra d'oro, con il capo d'azzurro, cucito, carico di due alveari, con lo sciame delle api, volante, il tutto d'oro (citato in (28)) sbarra di oro su rosso - 2 alveari accompagnati da uno sciame di api tutto di oro su azzurro in capo (citato in LEOM) Motto: E forti dulcedo - E foti grege |
|        | Melazzo o Melazzi (Alessandria) Titolo: conti di Val S. Bartolomeo Di rosso, al melo, nutrito nella pianura erbosa, al naturale, con il capo d'oro, carico di un'aquila coronata, di nero (citato in (28)) |
|        | Melazzo o Milazzo (Palermo, Messina) Titolo: Barone di San Giorgio, col privilegio del “Don” d'azzurro alla torre merlata di tre pezzi d'oro finestrata di nero, alla campagna al naturale, sinistrata al leone controrampante con sei stelle d'oro (citato in (29)) torre di oro cimata da 3 torrette dello stesso (3 merli) aperta e finestrata di nero su terrazzo al naturale - leone rampante contro la torre di oro a destra - 6 stelle (8 raggi) di oro poste 4, 2 in alto le 2 a destra tutto su azzurro (citato in LEOM) |
|        | Melatino (Abruzzo) D'argento all'albero di mela di verde sradicato e fruttato di rosso, con la filiera dello stesso (citato in DAlena) |
|        | Melazzo o Milazzo (Messina, Caltagirone, Palermo) d'azzurro, alla torre merlata di tre pezzi d'oro, aperta e finestrata di nero, posta sulla campagna al naturale, sinistrata da un leone del secondo contro-rampante e sei stelle ad otto raggi dello stesso ordinate in fascia nel capo 4 e 2 (citato in Mango) |
|        | Melchioni (Canton Ticino, Novara, Torino) Titolo: baroni D'argento, al castello di rosso, merlato e torricellato di due pezzi, pure merlati, fondato sulla pianura erbosa, di verde, e sormontato da un'aquila di nero, rostrata e membrata di rosso, accostata da due speronelle, d'azzurro (citato in (28)) |
|        | Melchiori o Malchiori Ranghiasci (Trento, Gubbio) leone rampante di rosso su oro - stella (6 raggi) di oro su nero (citato in LEOM) |
|        | Melchiori o Malchiori Ranghiasci (Trento, Gubbio) fascia di azzurro su troncato di oro e di azzurro - leone rampante di azzurro nascente dalla fascia su oro - cometa di oro posta in palo su azzurro (citato in LEOM) |
|        | Melchiorri (Molise) Di rosso alla clava d'oro posta in sbarra al capo d'azzurro caricato di tre gigli d'oro ordinati in fascia (citato in DAlena) |
|        | Melchiorri (Roma) (la blasonatura non è stata ancora caricata) (Immagine nell' Archivio Storico Capitolino (PDF).) |
|        | Melchiorri (Roma, Recanati) clava di oro posta in sbarra su rosso - capo di Francia (citato in LEOM) |
|        | Melchisi (Firenze) Di..., a due gigli fustati (talvolta fogliati) di..., l'uno accanto all'altro; e al capo d'Angiò (citato in (26)) |
|        | Mele (Catanzaro) Troncato di rosso e d'argento al leone dell'uno nell'altro coronato d'oro; alla fascia d'azzurro attraversante e caricata da tre stelle a 8 punte d'oro (citato in DAlena e in BLCL) |
|        | Mele (Molfetta) spaccato, di rosso e d'argento, al leone dell'uno nell'altro, con la fascia d'azzurro sulla partizione, caricata di 3 stelle d'oro di 6 raggi, attraversante il tutto Motto: Far bene e lasciar dire (citato in ) |
|        | Mele (Napoli) (la blasonatura non è stata ancora caricata) (troncato di rosso e d'argento, al leone dell'uno all'altro, alla fascia d'azzurro attraversante sulla partizione, caricata di tre stelle (8) d'oro) (citato in (31)) 3 stelle (6 raggi) di oro su fascia di azzurro su - leone rampante troncato di argento e di rosso su troncato di rosso e di argento (citato in LEOM) |
|        | Melec (Francia) (la blasonatura non è stata ancora caricata) (citato in DAlena) |
|        | Melegari (Torino) leone rampante di argento coronato di oro tenente nella destra anteriore una rosa stelata e fogliata di argento su rosso (citato in LEOM) |
|        | Melfi (Chiaramonte, Scicli) Titolo: barone di Santa Maria, nobile dei baroni partito 1º d'azzurro alla fascia accompagnata da tre stelle, in punta uno scorpione il tutto d'oro, 2° di rosso alla fascia abbassata sostenente un agnello pasquale con la croce banderuolata d'azzurro, accompagnata in punta da due stelle il tutto d'argento (citato in (29)) partito: il 1° d'azzurro alla fascia accompagnata, in capo da tre stelle, in punta da un gambero posto in fascia, il tutto d'oro; nel 2° di rosso, alla fascia abbassata sostenente un agnello pasquale, col capo rivoltato, la croce a stile banderuolata d'azzurro ed accompagnata in punta da due stelle, ordinate in fascia, il tutto d'argento (citato in Mango e in (32)) fascia di oro su azzurro - 3 stelle (6 raggi) di oro poste 2,1 in alto su azzurro - gambero (o scorpione) di oro posto in fascia coda a destra in basso su azzurro - fascia di argento abbassata su rosso sostenente - un agnello pasquale di argento - 2 stelle (5 raggi) di argento poste in fascia in basso su rosso (citato in LEOM) Notizie storiche in Famiglie nobili di Sicilia. |
|        | Meli (Cremona) Cervo (citato in DAlena) |
|        | Meli (Cremona) spaccato; nel primo d'argento al cervo slanciato al naturale; nel secondo di rosso a due fasce d'oro (citato in BLCR) Immagine in Blasonario Cremonese (archiviato dall'url originale il 7 aprile 2014). |
|        | Meli Lupi e Meli Lupi Tarasconi (Parma, Soragna, Milano) Titolo: principi del S.R.I. e di Soragna; marchesi; conti; signori di Viguzzolo D'argento, al lupo rampante, d'azzurro alias Inquartato, al 1° d'oro, all'aquila bicipite di nero, armata, membrata, coronata sulle due teste, del campo, linguata di rosso, al 2° d'argento, al cervo al naturale, slanciato in banda, al 3° d'argento, al lupo rampante, d'azzurro, al 4° bandato d'oro e di rosso, di quattro pezzi alias Inquartato, al 1° d'oro, all'aquila bicipite di nero, armata, membrata, coronata sulle due teste, del campo, linguata di rosso, al 2° d'argento, al cervo al naturale, slanciato in banda, al 3° d'argento, al lupo rampante, d'azzurro, al 4° di rosso, a due bande d'oro alias Fasciato, controinnestato d'oro e di rosso, con il capo di Francia, sul tutto uno scudetto di Meli Lupi, timbrato da una corona marchionale, d'oro (citato in (28)) |
|        | Meli Lupi di Soragna (Parma, Soragna, Milano) aquila bicipite di nero coronata alla reale di oro su oro - cervo rampante al naturale a 5 corna di oro su argento - lupo rampante di azzurro su argento - 2 bande di oro su rosso (citato in LEOM) |
|        | Meli Lupi di Soragna Tarasconi (Parma, Milano) aquila bicipite di nero coronata alla reale di oro su oro - cervo rampante al naturale a 5 corna di oro su argento - lupo rampante di azzurro su argento - 2 bande di oro su rosso tutto su scudetto cimato da corona marchionale di oro su - fasciato controinnestato di oro e di rosso - capo di Francia (citato in LEOM) |
|        | Meli Lupi Tarasconi (Parma) scudetto inquartato al 1° di argento all'aquila bicipite di nero coronata alla reale di oro - al 2° cervo corrente in banda al naturale su argento - al 3° lupo rampante di azzurro su argento - al 4° 2 bande di oro su rosso - detto scudetto sormontato da una corona di principe a 5 fiori di oro coperta da un bonnetto di rosso tutto su - fasciato innestato di oro e di rosso - capo di Francia (citato in LEOM) |
|        | Melica (Chieri, Canale) Titolo: consignori di Vaglierano e Celle D'azzurro, all'alveare d'argento, fondato sopra un monte di verde, accompagnato da tre api d'oro, male ordinate, caricato di due api d'oro, cucite Motto: Bien faire laisser dire (citato in (28)) |
|        | Melin d'azzurro, alla croce di 16 punte d'argento (citato in (5) - pag. 124) |
|        | Melio (Napoletano) (la blasonatura non è stata ancora caricata) (citato in (31)) |
|        | Melioni (Pisa) Di..., alla banda di..., accompagnata da due stelle a otto punte di..., 1.1 (citato in (26)) |
|        | Melis (Fonni) D'argento ad un alveare sulla pianura di verde circondato da api, tutto al naturale alias D'argento al melo verde fruttato di rosso, affiancato da due alveari nei quali entrano le api, il tutto sul monte di verde (citato in DAlena) |
|        | Melis (Cagliari) alveare di argento circondato da api di oro su azzurro - 2 ancore di argento incrociate in alto su azzurro (citato in LEOM) |
|        | Melis (Cagliari) alveare su terrazzo di verde circondato di api tutto al naturale su argento (citato in LEOM) |
|        | Melis (Mamoiada) albero di melo di verde fruttato di rosso su collina uscente dalla punta di verde affiancato da - 2 alveari circondati da api al naturale su argento (citato in LEOM) |
|        | Melissari (Napoli) Titolo: nobili d'azzurro alla rovere d'oro accompagnata da una stella d'oro nel cantone sinistro, addestrata alla torre al naturale sinistrata al cinghiale di nero, terrazzato di verde (citato in (29)) albero di rovere a 4 rami incrociati per 2 volte di oro su terrazzo di verde affiancato a destra da - cinghiale passante di nero e a sinistra da - torre al naturale su azzurro - stella (6 raggi) di oro in alto a destra su azzurro (citato in LEOM) alias d'azzurro alla quercia al naturale nel terreno di verde addestrata alla torre al naturale con una stella d'oro, al cinghiale al naturale (citato in (29)) albero di quercia su terrazzo di verde su azzurro - maiale passante a destra - torre merlata alla ghibellina a sinistra tutto al naturale su azzurro - stella (6 raggi) di oro in alto a sinistra (citato in LEOM) |
|        | Melisurgo (Napoli, Roma, Torino) Titolo: nobili d'azzurro a tre monti di verde, da tre margherite gambute fogliate al naturale, al capo di quattro api d'oro al sole dello stesso movente al cantone destro (citato in (29)) 3 monti al naturale di verde uscenti dalla punta cimati da - 3 fiori margherite al naturale sormontate da - 4 api viste di dorso di oro poste in fascia su azzurro - sole raggiante di oro uscente dal canton sinistro del capo su azzurro (citato in LEOM) |
|        | Mella (San Germano Vercellese, Torino) D'azzurro, al melo al naturale, accompagnato da tre api d'oro, volanti verso l'albero (citato in (28)) albero di melo al naturale uscente dalla punta accompagnato da - 3 api viste di dorso di oro poste 1,2 in volo verso l'albero tutto su azzurro (citato in LEOM) Motto: Ut mellis |
|        | Mella (Vercelli) (la blasonatura non è stata ancora caricata) (Immagine nella Raccolta stemmi Trippini (JPG).) |
|        | Mella Arborio o Arborio Mella (Bioglio, Vercelli, Torino, Firenze, Nosate) Titolo: conti di Castellalfero; * conti Inquartato, al 1º e 4º d'azzurro, al vaso d'oro, con la pianticella di verde, nutrita in esso, accompagnata da tre api d'oro, male ordinate, volanti verso la punta, al 2º di Arborio, al 3º di Amico di Castellalfero (citato in (28)) vaso di oro con pianticella di verde uscente dalla partizione accompagnato da - 3 api viste di dorso di oro poste 1,2 in volo verso la pianta su azzurro - croce di Sant'Andrea ancorata di argento accantonata da - 4 gigli di oro su azzurro - 3 uccelli di nero posti 2,1 su argento - fede recisa di oro su azzurro in capo (citato in LEOM) Motto: Usque ad cineres |
|        | Mella Arborio o Arborio Mella (Vercelli, Torino, Sassari, Roma, Nosate) Titolo: conti di Sant'Elia in Sardegna; * baroni Inquartato, al 1º e 4º d'azzurro, al vaso d'oro, con la pianticella di verde, nutrita in esso, accompagnata da tre api d'oro, male ordinate, volanti verso la punta, al 2º e 3º di Arborio (citato in (28)) vaso di oro con pianticella di verde uscente dalla partizione accompagnato da - 3 api viste di dorso di oro poste 1,2 in volo verso la pianta su azzurro - croce di Sant'Andrea ancorata di argento accantonata da - 4 gigli di oro su azzurro (citato in LEOM) |
|        | Mellano o Melano (Entracque) Titolo: nobile; signore di Giano, Monasterolo; conte di Portula; conte dell'Impeto francese di rosso, alla sbarra d'oro; col capo d'azzurro, cucito, carico di due alveari, collo sciame delle api, volante; il tutto di oro (citato in (34)) alias inquartato: al 1º dei conti senatori; al 2º d'azzurro, alla mitra gemmata, al naturale, accollata al baculo pastorale ed alla croce arcivescovile, d'argento, decussati; al 3º d'azzurro, a due alveari d'argento, moventi dalla partizione, sormontati da tre api d'oro ordinate in fascia; al 4º di verde a due sbarre d'argento (arma napoleonica) (citato in (34)) Cimiero: il leone d'oro nascente Motto: E forti grege - Forti dulcedo |
|        | Melli (Reggio Emilia) Cervo (citato in DAlena) |
|        | Mellini (Firenze) troncato: nel 1º d'azzurro alla lettera M d'oro; nel 2º d'azzurro a 3 bande d'oro, alla fascia di rosso attraversante sul troncato (citato in (2) – pag. 339 e in DAlena) |
|        | Mellini (Firenze) D'oro, alla fascia di verde accompagnata da tre anelletti dello stesso, 2.1 (citato in (26)) alias (DE) In Gold 1 goldener Balken, begleitet oben von 2, unten von 1 goldenen Ring (citato in KHIF) |
|        | Mellini (Firenze) Di..., al leone di..., tenente un giglio di... (citato in (26)) |
|        | Mellini (Pistoia) D'argento, al cane al naturale collarinato di rosso, corrente sulla campagna dello stesso; il tutto abbassato sotto il capo d'Angiò (citato in (26)) (DE) Zwischen 1 blauen Schildhaupt, darin 1 vierlätziger roter Turnierkragen mit je 1 goldenen Lilie zwischen den Lätzen (Capo d'Angiò), und 1 roten Schildfuß in Silber 1 schreitender rotbehalsbandeter goldener Hund (citato in KHIF) |
|        | Mellini (Siena) D'azzurro, al sinistrocherio di carnagione vestito di rosso, tenente un albero sradicato di verde, fruttifero d'oro (citato in (26)) |
|        | Mellini (Roma) (la blasonatura non è stata ancora caricata) (Immagine nell' Archivio Storico Capitolino (PDF) (archiviato dall'url originale il 5 marzo 2016).) |
|        | Mellini del Setaiolo (Fiesole, Firenze) Trinciato d'argento e d'azzurro, alla banda attraversante dell'uno all'altro, accompagnata da due crescenti rivolti in sbarra dell'uno nell'altro (citato in (26)) |
|        | Melloni (Veroli, Roma, Terracina) melone al naturale su argento - campagna mareggiata di argento e di azzurro su argento - cometa in palo di oro affiancata da - 2 stelle (6 raggi) dello stesso su azzurro in capo - agnello pasquale al naturale su argento - capo di Francia (citato in LEOM) |
|        | Melocchi (Pistoia) D'argento, a tre orsi levati di rosso, e al capo d'Angiò, sostenuto da una divisa d'oro (citato in (26)) alias D'argento, a tre cani levati di rosso, e al capo d'Angiò, sostenuto da una divisa d'oro (citato in (26)) (DE) Unter 1 gold unterstützten blauen Schildhaupt, darin 1 vierlätziger roter Turnierkragen mit je 1 goldenen Lilie zwischen den Lätzen (Capo d'Angiò), in Silber 3 rote Hunde, 2:1 gestellt (citato in KHIF) |
|        | Melocchi (Prato) Di..., alla pianta recisa (o ramoscello o stelo) di..., fiorita di quattro pezzi di..., e sormontata da una stella a otto punte di...; e alla fascia attraversante di... (citato in (26)) |
|        | Melodia (Altamura) Titolo: baroni d'azzurro alla fascia di rosso orlata e carica di un leopardo al capo di una stella il tutto d'oro (citato in DAlena e in (29)) leopardo di oro su fascia di rosso bordata di oro su azzurro - stella (6 raggi) di oro in alto su azzurro (citato in LEOM) |
|        | Melodia (Molfetta) d'azzurro, alla fascia cucita di rosso, caricata di un leone passante al naturale, e accompagnato in capo da una stella di 6 raggi d'oro (citato in ) |
|        | Meloncelli (Cesena) (la blasonatura non è stata ancora caricata) (citato in BLCW) Immagine in Blasone Cesenate. |
|        | Meloni e Melone (Carpi) Titolo: Nobili di Carpi troncato: nel 1º d'oro all'aquila di nero; nel 2º di azzurro a tre meloni posti in fascia, dei quali quello di mezzo più grosso, col gambo in alto e fogliato di due, i due estremi di un sol pezzo, il tutto al naturale; alla fascia di rosso sulla partizione caricata di tre stelle (6) d'oro (citato in (2) – pag. 432 e in DAlena) 3 stelle (6 raggi) di oro poste su fascia di rosso su troncato di oro e di azzurro - aquila di nero posta sulla fascia su oro - 3 meloni posti in fascia al naturale dei quali il centrale più grosso gambuti e fogliati di verde su azzurro in basso (citato in LEOM) |
|        | Meloni (Sassari, Pozzomaggiore) Spaccato: nel 1° d'azzurro al crescente montante d'argento in mezzo a 3 stelle dello stesso, 2 e 1; nel 2° d'oro al popone fogliato e posto sulla pianura erbosa, il tutto al naturale (citato in DAlena) luna montante di argento 3 stelle (5 raggi) dello stesso su azzurro poste 2,1 - zucca (popone) fogliata e posta su terrazzo di verde tutto al naturale su oro (citato in LEOM) Motto: Suo tempore prosunt |
|        | Meloni (Novara, Fonni, Genova, Milano) Spaccato: nel 1° d'azzurro alla banda d'oro; nel 2° d'azzurro al mare d'argento fra due scogli al naturale, accompagnato in capo da una stella di 6 raggi d'oro (citato in DAlena) |
|        | Meloni o Melloni o Mellone (Mondovì) Titolo: consignori di Cocconato D'argento, a tre scudetti d'azzurro, con il capo del secondo, carico di un giglio del primo alias D'azzurro, a quattro gigli d'oro, 1, 3 Motto: Coecus non judicat de colore (citato in (28)) |
|        | Meloni (Trevi) (la blasonatura non è stata ancora caricata) Notizie storiche nel sito della Associazione Pro Trevi. |
|        | Meloni (Olzai, Mamoiada, Orani, Fonni, Cagliari) banda di oro su azzurro - 2 monti al naturale di verde uscenti dalla punta sostenenti un lago al naturale sormontato da - stella (5 raggi) di argento su azzurro (citato in LEOM) |
|        | Meloni (Santulussurgiu) banda di azzurro su oro - 2 monti di argento uscenti dalla punta sostenenti un lago al naturale sormontato da - stella (6 raggi) di oro su azzurro (citato in LEOM) |
|        | Melucci (Abruzzo) (la blasonatura non è stata ancora caricata) (citato in DAlena) |
|        | Melyna o Melina (Buttiglieria d'Asti, Pralormo) Titolo: signori di Capriglio; consignori di Cocconato Di rosso, alla mano di carnagione, impugnante una pianticella di miglio, d'oro; con il capo d'azzurro, cucito, carico di tre stelle, d'oro, male ordinate Motto: In melius spero (citato in (28)) |
|        | Melzi o Melzi d'Eryl (Milano, Parigi) aquila di nero coronata di oro posta in sbarra sull'oro del - trinciato di oro e di rosso (citato in LEOM) |
|        | Melzi Carpani (Milano) Titolo: conti; consignori / marchesi di Torricella Trinciato d'oro e di rosso, il 1° all'aquila di nero, coronata del campo, posta in sbarra (citato in (28)) |

### Mem
| Stemma | Casato e blasonatura |
| ------ | --- |
|        | Memmo (Verona, Venezia, Roma) 6 cedri posti in doppia fascia su troncato di oro e di azzurro - posti 3 di azzurro su oro e 3 di oro su azzurro (citato in LEOM) |
|        | Memo o Memmo (Venezia) 6 pomi posti in doppia fascia su troncato di oro e di azzurro quelle sull'oro di azzurro e quelle sull'azzurro di oro (citato in LEOM)   |

### Men
| Stemma | Casato e blasonatura |
| ------ | --- |
|        | Menabrea (Valtournanche, Chambéry, Torino) Titolo: marchesi di Valdora, conti Partito d'oro e di rosso, a quattro stelle, dell'uno nell'altro, 1, 3 (citato in (28)) 4 stelle (5 raggi) poste 1,3 partite di rosso e di oro su partito di oro e di rosso (citato in LEOM) Motto: Virtus in arduis |
|        | Menada (Valenza Po, Milano, Torino, Genova, Reggio Emilia) Titolo: baroni D'oro, a tre fasce di rosso, cariche di un leone di nero, attraversante, con il capo d'azzurro, carico di un sole, d'oro (citato in (28)) leone rampante di nero su 3 fasce di rosso su oro - sole di oro su azzurro in capo (citato in LEOM) |
|        | Menafoglio (Modena) aquila rivolta di nero su oro posta sulla troncatura - albero di verde nodrito su terrazzo erboso sormontato da - 3 stelle (6 raggi) di oro poste in fascia tutto su argento (citato in LEOM) |
|        | Mencagli (Prato) Di..., alla pianta recisa di..., fiorita di quattro pezzi di..., e sormontata da una stella a otto punte di...; con la fascia attraversante di... (citato in (26)) |
|        | Menchetti (Ostra) 3 monti ristretti il centrale più alto su terrazzo di verde cimati da - 5 spighe di grano di oro sormontate da - sole raggiante di oro tutto su azzurro (citato in LEOM) |
|        | Menchi (Montevarchi, Firenze) Troncato: nel 1º d'azzurro, al monte di tre cime di rosso, sormontato da tre palle dello stesso, 1.2; nel 2º d'argento, a tre lettere M d'oro, 2.1; e alla fascia diminuita di rosso passata sulla troncatura (citato in (26)) (DE) Durch 1 roten Balken blau-silber geteilt: Oben 1 schwebender roter Dreiberg, oben begleitet von 3 roten Scheiben 1:2 gestellt, unten 3 goldene Minuskelbuchstaben m, 2:1 gestellt (citato in KHIF) alias Troncato: nel 1º d'azzurro, al monte di tre cime di rosso, sormontato da tre palle dello stesso, 1.2; nel 2º d'argento, a tre lettere M d'oro, 1.2; e alla fascia diminuita di rosso passata sulla troncatura (citato in (26)) alias Troncato: nel 1º d'azzurro, al monte di sei cime di rosso, sormontato da tre palle dello stesso, 1.2; nel 2º d'argento, a tre lettere M d'oro, 2.1; e alla fascia diminuita di rosso passata sulla troncatura (citato in (26)) alias Troncato: nel 1º d'azzurro, al monte di sei cime di rosso, sormontato da tre palle dello stesso, 1.2; nel 2º d'argento, a tre lettere M d'oro, 1.2; e alla fascia diminuita di rosso passata sulla troncatura (citato in (26)) alias Partito: nel 1º trinciato: a/ d'azzurro, al ramo di rosaio al naturale, fiorito di un pezzo di rosso, b/ losangato d'oro e di rosso; nel 2º troncato: nel 1º d'azzurro, al monte di sei cime di rosso, sormontato da tre palle dello stesso, 1.2; nel 2º d'argento, a tre lettere M d'oro, 1.2; e alla fascia diminuita di rosso passata sulla troncatura (citato in (26)) rosa di rosso stelata e fogliata di verde sull'azzurro de - trinciato di azzurro e scaccato in banda di oro e di rosso (2file) - fascia di rosso su troncato di azzurro e di argento - 3 monti ristretti di rosso sormontati da - 3 palle poste 1,2 dello stesso su azzurro - 3 lettere "m" minuscole di oro poste 2,1 su argento (citato in LEOM) (DE) Gespalten: Vorne erniedrigt schräggeteilt, oben in Silber 1 natürliche grünbeblätterte rote Rose, unten gold-rot pfahlweise rechtsgerautet, hinten durch 1 roten Balken blau-silber geteilt, oben 1 schwebender roter Dreiberg, oben begleitet von 3 roten Scheiben 1:2 gestellt, unten 3 goldene Minuskelbuchstaben m, 2:1 gestellt (citato in KHIF) |
|        | Menclotiis (la blasonatura non è stata ancora caricata) (citato in DAlena) |
|        | Menclozzi (Milano) partito di nero e di argento (citato in LEOM) |
|        | Mendes (Firenze) D'azzurro, al drago di verde, talvolta rivolto, sormontato da un monte di sei cime d'oro (citato in (26)) |
|        | Mendese o Mindese o Mindeci o Minneci (Sicilia) Titolo: barone di Antimini, delli Cuci d'azzurro, sparso di mezzelune montanti d'oro (citato in Mango e in (32)) Corona di barone Notizie storiche in Famiglie nobili di Sicilia. |
|        | Mendez (Toscana) (DE) Blau-blau geteilt: Oben 1 goldener Sechsberg auf der Teilungslinie, überhöht von 1 goldbordierten roten Johanniterkreuz, unten 1 rotgezungter naturfarbener Drache mit grünen Flügeln (citato in KHIF) |
|        | Mendola (Favara) Titolo: barone di Fontana degli Angeli d'azzurro all'albero di mandorlo sradicato al naturale, sinistrato da un cane d'argento legato con la testa rivoltata, sormontata dallo scudo di una cometa d'oro (citato in (29)) d'azzurro, all'albero di mandorla fruttifero al naturale, sinistrato da un cane d'argento legato con la testa rivoltata e rampante, sormontato nel cantone sinistro dello scudo da una cometa d'oro (citato in Mango e in (32)) albero di mandorlo sradicato al naturale su azzurro - cane rampante di argento testa rivolta legato all'albero da una catena su azzurro - cometa di oro in palo ondeggiante in alto a destra su azzurro (citato in LEOM) Notizie storiche in Famiglie nobili di Sicilia. Ulteriori notizie storiche in Famiglie nobili di Sicilia. |
|        | Mendoza (Abruzzo) (la blasonatura non è stata ancora caricata) (citato in DAlena) |
|        | Mendoza (Tropea) Inquartato in decusse: di verde alla banda di rosso bordata d'oro e d'oro alle parole AVE MARIA a sinistra e GRACIA PLENA a destra d'azzurro in palo ed in orlo. La bordura d'azzurro caricata da otto crocette di S. Andrea d'oro (citato in BLCL) |
|        | Mendoza o De Mendoza (Tropea) (Inquartato in decusse: di verde alla banda di rosso bordata d'oro e d'oro; il tutto alla campagna d'oro caricata di un crescente rovesciato d'argento. La bordura d'azzurro caricata da otto crocette di S. Andrea d'oro) (citato in BLCL) Immagine in Tropea Magazine. |
|        | Mendozza, Principi di Melito un'insegna angulare, con bande verde, d'oro, e rosse, però che la prima banda è verde, di poi viene una picciola lista d'oro appresso la banda rossa colista d'oro, e finisce con una verde bada, e così è l'altro quarto di sotto, però l'avanzo del capo destro e sinistro è d'oro, con le parole dell'Angelo (citato in (6) – pag. 382) |
|        | Mendozza di rosso, a cinque foglie di pioppo d'argento, 2.1.2 |
|        | Mendozza (Cesena) (la blasonatura non è stata ancora caricata) (citato in BLCW) Immagine in Blasone Cesenate. |
|        | Menegato (Venezia) composto da 6 scacchi allungati ottenuti da 2 partiture e 1 troncatura di argento,di verde e di oro e di oro di argento e di verde (citato in LEOM) |
|        | Menenti (Anagni) (spaccato: nel 1º d'azzurro, a tre gigli d'oro divisi da due verghette di rosso; al 2º d'oro a tre rose di rosso) Notizie storiche nel sito della Associazione Pro Trevi. (citato in (5) - pag. 131) |
|        | Menghi d'oro, a tre torte d'azzurro, 2.1 (citato in (5) – pag. 166) |
|        | Menghi (Toscana) (DE) Blau-gold schräggeviert: Im oberen blauen Platz 1 liegender goldener Halbmond, überhöht von 1 vierlätzigen roten Turnierkragen mit je 1 goldenen Lilie zwischen den Lätzen, im unteren blauen Platz 1 liegender goldener Halbmond und in den beiden golden (citato in KHIF) |
|        | Menghin (Brez, Martignano, Trento) mezza aquila bicipite di nero uscente dalla partizione su oro - palato di azzurro e di oro (4 pezzi) (citato in LEOM) |
|        | Menghini (Siena, Firenze) Partito: nel 1º d'argento, al cane rampante di rosso, talvolta coronato dello stesso; nel 2º di rosso, a quattro quadrati d'argento, 2.1.1 (citato in (26)) |
|        | Mengoli d'azzurro, a due colombe d'argento affrontate, tenenti nel becco una lista piegata in giro nel capo, e attortigliata dello stesso, caricata del motto: Io vo per fortuna, e posate sul mare agitato d'argento (citato in (5) - pag. 140) |
|        | Mengolo (Venezia) 6 ferri di forcone di azzurro posti in doppio palo su -2 pali di argento su rosso (citato in LEOM) |
|        | Mengolo (Venezia) 6 rose di azzurro poste rispettivamente 3,3 su 2 pali di oro di cui il primo su partito di rosso e di argento e il secondo su rosso (citato in LEOM) |
|        | Mengoni (Firenze) Di..., al leone di..., sostenuto da un monte di tre cime di..., uscente dalla punta; il tutto sinistrato da un ramo fogliato di... e fruttifero di..., uscente dalla punta; e al capo di..., caricato di una stella a otto punte di..., posta in mezzo a due gigli di... (citato in (26)) |
|        | Mengoni Marinelli Ferretti (Roma, Ancona, Faenza) torre sulla cima di una erta uscente dalla punta in banda accompagnata a destra da - un albero cipresso tutto al naturale su azzurro - 3 stelle (6 raggi) di oro poste in fascia in alto su azzurro - 2 bande di rosso su argento - (pesce) delfino annodato in palo su troncato di azzurro e mareggiato di azzurro e di argento - stella (6 raggi) di oro in alto su azzurro (citato in LEOM) |
|        | Mengotti (Feltre) calice ansato di azzurro su argento - stella (6 raggi) di oro su rosso (citato in LEOM) |
|        | Menichini (Pisa) Di..., alla fascia di..., accompagnata in capo da un ramo di..., e in punta da un piede umano rivolto di.. (citato in (26)) |
|        | Meniconi (Perugia) banda di oro accompagnata da - 2 stelle (6 raggi) dello stesso poste in sbarra tutto su azzurro (citato in LEOM) |
|        | Meniconi Bracceschi (Perugia, Castel del Piano) fascia di oro accompagnata da - 2 stelle (6 raggi) dello stesso poste in palo su azzurro - mezzo montone rampante reciso di nero su oro - monte a 6 cime di oro uscente dalla punta sormontato da - 3 stelle (6 raggi) dello stesso poste 1,2 su azzurro (citato in LEOM) |
|        | Menicozzi (Viterbo, San Martino al Cimino) leone rampante nascente dalla partizione di oro su azzurro - aquila di nero su oro - albero di palma al naturale su monticello dello stesso uscente dalla punta su verde accompagnato a destra da - un palo di argento caricato di 3 fasce di nero - giglio di oro sormontato da - 2 rose di argento poste in fascia su azzurro - verde pieno in capo (citato in LEOM) |
|        | Menitoni (Firenze) Troncato: nel 1° di..., al sole di...; nel 2° di..., a tre bande di...; e alla fascia di..., passata sulla troncatura e caricata di tre rose di... (citato in (26)) |
|        | Menocchio o Menochio (Carmagnola, Pavia) D'azzurro, al cervo d'oro, con una banda di rosso attraversante, carica di tre stelle, del secondo Motto: Virtute et prudentia - Ad Deum fontem vivum alias D'azzurro, sparso di stelle (8) d'oro, al cervo al naturale, cinghiato di rosso, con la cinghia carica di quattro stelle (8) d'oro, slanciato (citato in (28)) |
|        | Mensini (San Miniato, Siena, Pisa) D'azzurro, alla fascia d'oro sostenente due colombe posate e affrontate d'argento (citato in (26)) fascia di oro su azzurro - 2 colombe affrontate di argento uscenti dalla fascia su azzurro (citato in LEOM) |
|        | Mentone (Cherasco, Fossano, Saluzzo) Titolo: consignori di Barbaresco, Cavallerleone di rosso alla fascia di argento Cimiero: l'uomo selvatico, tenente colla destra la clava, colla sinistra un breve col motto: A buona speranza Motto: A buona speranza (citato in (4) – Vol. III pag. 247 e in (28)) |
|        | Menze (Ragusa/Dubrovnik) d'azzurro, alla banda cotissata di rosso (citato in (7)) (FR) D'azur, à la bande coticée de gueules. (citato in (8)) |
|        | Menze (Ragusa/Dubrovnik) d'azzurro, a tre fasce d'oro (citato in (7)) (FR) D'azur, à trois fasces d'or. Casque couronné. (citato in (8)) |
|        | Menze (Ragusa/Dubrovnik) di rosso, a tre bande d'azzurro (citato in (7)) (FR) De gueules, à trois bandes d'azur. Casque couronné. (citato in (8)) |
|        | Menze (Ragusa/Dubrovnik) troncato: nel 1º di rosso, alla torre d'argento, aperta e finestrata di nero, sostenuta dalla linea del troncato; nel 2º di rosso, a tre bande d'argento (citato in (7)) (FR) Coupé: au 1, de gueules, à une tour d'argent, ouverte et ajourée de sable, soutenue de la ligne du coupé; au 2, de gueules, à trois bandes d'argent. Casque couronné. (citato in (8)) |

### Meo
| Stemma | Casato e blasonatura                                                                                         |
| ------ | --- |
|        | Meocci (Siena) D'azzurro, all'uccello d'oro posato su un monte di sei cime dello stesso (citato in (26))     |
|        | Meoli (Firenze) Di..., all'albero di..., fruttifero di..., e alla banda attraversante di... (citato in (26)) |

### Mer
| Stemma | Casato e blasonatura |
| ------ | --- |
|        | Meraviglia (Milano) 3 scaglioni di azzurro su oro (citato in LEOM) |
|        | Meraviglia Mantegazza (Milano) 3 scaglioni di azzurro su oro - sbarrato di oro e di azzurro - capo d'Impero (sulla seconda partizione) (citato in LEOM) |
|        | Mercadante (Altamura) d'azzurro attraversato da tre fasce centrali e da una stella nel capo (citato in (29)) |
|        | Mercadelli (Colle, Firenze) Di..., alla scimmia levata di... (citato in (26)) |
|        | Mercadillo o Mercandillo (Castelnuovo d'Asti, Asti, Chieri) Titolo: consignori di Chieri, Santena, Vegnano, Vernone Fasciato innestato nebuloso, d'oro e di rosso alias D'oro, a quattro fasce di rosso, ondate Motto: Ne quid nimis (citato in (28)) |
|        | Mercandino (Vigone) Titolo: conti di Gambarana, Ruffia D'oro, a quattro fasce di rosso, a spina pesce (citato in (28)) |
|        | Mercanti (San Sepolcro) Titolo: Nobili di San Sepolcro d'azzurro, al rincontro di bue, sormontato da una cometa ondeggiante in banda, il tutto d'argento (citato in (2) – pag. 452 e in DAlena) D'azzurro, al rincontro di bue d'argento, sormontato da una cometa dello stesso, ondeggiante in banda (citato in (26)) testa di bue in maestà (riscontro) di argento sormontato da - cometa dello stesso ondeggiante in banda coda a destra tutto su azzurro (citato in LEOM) |
|        | Mercari (Firenze) Scaglionato d'oro e d'azzurro, al capo del secondo caricato di tre stelle a otto punte del primo (citato in (26)) |
|        | Mercati (Firenze) d'argento, alla tigre rampante al naturale, tenente una palma di verde (citato in (2) – pag. 545 e in DAlena) |
|        | Mercati (Firenze) D'azzurro, al leopardo illeonito d'oro alias D'azzurro, alla pantera rampante d'oro, tenente con le branche anteriori un ramo di palma di verde alias D'azzurro, alla pantera rampante d'oro, tenente con le branche anteriori un ramo di palma d'oro alias D'azzurro, alla pantera rampante troncata d'oro e d'argento, tenente con le branche anteriori un ramo di palma di verde alias D'azzurro, alla pantera rampante troncata d'oro e d'argento, tenente con le branche anteriori un ramo di palma d'oro (citato in (26)) |
|        | Mercati (Firenze) Tagliato di... e di..., a due anelletti dell'uno nell'altro (citato in (26)) |
|        | Mercati (San Miniato, Firenze) D'argento, a tre scaglioni di verde (citato in (26)) |
|        | Mercati (San Miniato) D'oro, a tre scaglioni d'azzurro (citato in (26)) |
|        | Mercatori (Pisa) D'argento, al bue passante di rosso (citato in (26)) |
|        | Mercier (Aosta) D'oro, alla testa di moro, al naturale, bendata d'argento, uscente da un muro di rosso, merlato alla ghibellina, alzato sino al capo dello scudo (citato in (28)) muro di rosso merlato alla ghibellina innalzato fino al capo e uscente dalla punta - capo di oro caricato di una testa di moro al naturale di profilo attorcigliata di argento (citato in LEOM) |
|        | Merciuoli (Pistoia) Bandato di sei pezzi d'oro e di rosso; al capo d'argento caricato di uno scudetto seminato di Francia, sovraccaricato di un filetto in banda attraversante d'argent (citato in (26)) |
|        | Mercoeur (Alvernia) Di rosso, a tre fasce di vaio Motto: Plus fidei quam vitae (citato in (28)) |
|        | Mercuri spaccato: a) d'azzurro a 5 monti di verde posti in fascia e sormontati dal caduceo d'oro con le ali d'argento (citato in (4) – pag. 444) |
|        | Mercuri (Cesena) (la blasonatura non è stata ancora caricata) (citato in BLCW) Immagine in Blasone Cesenate. |
|        | Mercurio (Napoletano) (la blasonatura non è stata ancora caricata) (citato in (31)) |
|        | Mereghi (Iesi) fascia di rosso su troncato di azzurro e di oro - uccello di nero con ramo di olivo nel becco posto sulla fascia sormontato da - 3 stelle (5 raggi) di oro poste 1,2 su azzurro - fascio littorio posto in palo al naturale su oro (citato in LEOM) |
|        | Merelli o Merello (Sicilia) Titolo: marchese di Mompelleri d'azzurro, al leone coronato d'oro, tenente con le zampe un mazzo di fragole di rosso fogliate di verde (citato in Mango e in (32)) Corona di marchese Notizie storiche in Famiglie nobili di Sicilia. |
|        | Merenda (Cesena) (la blasonatura non è stata ancora caricata) (citato in BLCW) Immagine in Blasone Cesenate. |
|        | Merenda Salecchi (Forlì) 3 stelle (5 raggi) di rosso su scaglione di oro su troncato in scaglione di azzurro e di rosso - luna montante di argento su azzurro (citato in LEOM) |
|        | Merendino (Sicilia) d'oro, alla fascia d'azzurro, caricata da un sole del campo sormontato da tre stelle (6 ?) d'azzurro, ed accompagnata in punta da una testa di re al naturale, coronata all'antica (citato in Mango e in (32)) Notizie storiche in Famiglie nobili di Sicilia. |
|        | Merenghi (Cesena) (la blasonatura non è stata ancora caricata) (citato in BLCW) Immagine in Blasone Cesenate. |
|        | Merighi (Bologna) Partito il primo di giallo il secondo di rosso con pianta d'oro attraversante sulla partizione e capo d'Angiò Cimiero: leone rampante tenente con le branche superiori una pianta di verde con quattro foglie ed un bocciolo alias D'oro alla pianta di verde frondosa a tre rami disposti a ventaglio (citato in Blasone Bolognese stemmi delle famiglie nobili e cittadine di Bologna raccolte da Floriano Canetoli, Bologna, 1791) |
|        | Meringhi (Firenze) Partito d'azzurro e d'oro, a due leoni addossati dell'uno all'altro, lampassati di rosso (citato in (26)) (DE) In blau-gold gespaltenem Feld 2 abgewendete rotgezungte Löwen in verwechselten Tinkturen (citato in KHIF) |
|        | Merini (Prato) Trinciato d'argento e di rosso, al leone dell'uno all'altro, e alla banda d'azzurro attraversante sul tutto alias D'argento, allo scaglione d'azzurro accompagnato da tre rose dello stesso, 2.1 (citato in (26)) |
|        | Merizzi (Sondrio, Tirano) braccio destro uscente da destra di carnagione afferrante 5 spighe di oro poste a ventaglio su azzurro - aquila di nero su oro in capo (citato in LEOM) |
|        | Merizzi (Sondrio, Tirano) aquila di nero su oro - aquila bicipite di nero su azzurro - torre rotonda al naturale aperta e finestrata di nero su argento - braccio destro di carnagione uscente da destra impugnante 3 spighe di oro su rosso (citato in LEOM) |
|        | Marla o Merlo (Ovada) D'argento, al merlo rivoltato di nero, posato su di un nido di verde sostenuto da un tronco d'albero reciso al naturale movente dalla punta, il merlo nell'atto di raggiungere con la zampa sinistra un rimessiticcio di verde, posto in sbarra (citato in (37)) |
|        | Merlani e Castellani Merlani (Alessandria) Titolo: signori di Capriata, Carpeneto; consignori di Bassignana, Bergoglio D'azzurro, a tre bande d'argento, con il capo d'oro carico di tre merle di nero, membrate e beccate di rosso, ordinate in fascia alias D'argento a tre bande d'azzurro, con il capo d'oro carico di tre merle di nero, membrate e beccate di rosso, ordinate in fascia Motto: Omne bonum desursum (citato in (28)) |
|        | Merlassini (Val Borbera) Titolo: signori di Paderna di Villavernia D'oro, a tre merli di nero, 2, 1 alias Partito, al 1° di nero al leone d'oro, tenente con le zampe anteriori un caduceo d'argento, al 2° d'oro, a tre merli al naturale alias Partito, al 1° di nero al leone d'oro, tenente con le zampe anteriori uno specchio d'argento, al 2° d'oro, a tre merli al naturale (citato in (28)) |
|        | Merlatto (Mondovì ?) D'azzurro, alla torre di rosso, cucita (aperta e mattonata d'oro?), sostenente un merlo, di nero (citato in (28)) |
|        | Merli (Monferrato) Titolo: consignori di Castelletto Merli Troncato, di nero e di rosso, alla banda d'argento, caricata di tre merle, di nero, membrate e beccate d'oro (citato in (28)) |
|        | Merli e Merli Miglietti (San Salvatore Monferrato) Titolo: conti di Castelletto Scazzoso D'oro, a tre lance, che reggono tre merli, il tutto di nero, con il capo d'oro, sostenuto di rosso, carico di un'aquila (coronata), di nero alias D'oro, a tre lance, di rosso, che reggono tre merli, di nero, con il profilo volto a destra, con il capo d'oro, cucito, carico di un'aquila coronata, di nero (citato in (28)) |
|        | Merli o Merlo (Mondovì) Trinciato, di nero e di rosso, alla banda sulla partizione, d'argento, caricata di tre merle, di nero, membrate e beccate d'oro alias Troncato, di nero e di rosso, alla banda d'argento, caricata di tre merle, di nero, membrate e beccate d'oro (citato in (28)) |
|        | Merli (Rivarolo) Troncato, di nero e di rosso, alla banda d'argento, caricata di tre merle, di nero, membrate e beccate d'oro (citato in (28)) |
|        | Merli (Ascoli Piceno) monte a 6 cime di verde uscente dalla partizione cimato da un - uccello merlo di nero su azzurro - campagna di argento caricata di 3 bande di rosso (citato in LEOM) |
|        | Merli Miglietti (Torino) fascia di nero su oro - aquila coronata di nero su oro in alto - 3 lance da torneo di nero cimate da 3 uccelli dello stesso su oro in basso - 3 bande di rosso su oro - pianta di miglio di oro su terrazzo di verde su azzurro fiancheggiata da 2 galli affrontati al naturale in atto di beccare su azzurro (citato in LEOM) |
|        | Merlini (Firenze) Di verde, alla muraglia merlata e murata di rosso, sostenente due uccelli soranti e affrontati di nero; il tutto accompagnato in capo da un giglio d'oro (citato in (26)) |
|        | Merlini (Senigallia) torre rotonda di argento merlata alla guelfa di 3 pezzi aperta e finestrata di nero su terrazzo di verde uscente dalla punta accolata da un ramo di edera di verde e cimata da - aquila nascente di nero tutto su oro - 3 stelle (6 raggi) di argento poste in fascia su azzurro in capo (sulla prima partizione) - pianta di lauro al naturale su terrazzo di verde uscente dalla punta cimata da - uccello merlo di nero tutto su oro - 3 gigli di argento posti in fascia su azzurro in capo (sulla seconda partizione) (citato in LEOM) |
|        | Merlini (Bologna) muro di argento murato di nero su 3 quarti dello scudo di azzurro sormontato da 3 merli alla ghibellina quelli laterali cimati da - 2 uccelli affrontati di argento su azzurro (citato in LEOM) |
|        | Merlini (Cesena) (la blasonatura non è stata ancora caricata) (citato in BLCW) Immagine in Blasone Cesenate. |
|        | Merlo (Palermo) Titolo: principi di Patti, barone di Tripi, barone di Tagliavia, marchese di Santa Elisabetta, nobile dei baroni di Tagliavia, nobile dei marchesi di S. Elisabetta di rosso, alla sbarra sostenente un merlo rivoltato, colla testa rivoltata, sormontato da tre stelle di 8 raggi ordinate in fascia, il tutto d'argento (citato in (32)) alias trinciato d'azzurro e d'oro, la banda di rosso, al merlo d'oro sulla banda con la testa ruotata sormontata da tre stelle d'argento (citato in (29)) trinciato: d'azzurro e d'oro, colla banda di rosso sulla partizione il 1° punto al merlo d'oro passante sulla banda, sorante, colla testa rivoltata, sormontato da tre stelle d'argento (citato in Mango) banda di rosso su trinciato di azzurro e di oro - uccello merlo di oro sorante posto sulla banda testa rivolta sormontato da - 3 stelle (5 raggi) di argento poste in fascia su azzurro (citato in LEOM) alias trinciato d'azzurro e d'oro, la banda di rosso, al merlo di nero sulla banda con la testa ruotata sormontata da tre stelle d'argento (citato in (29)) trinciato d'azzurro e d'oro, colla banda di rosso sulla partizione sostenente un merlo passante e sorante, la testa rivoltata, sormontato da tre stelle d'argento (citato in (32)) banda di rosso su trinciato di azzurro e di oro - merlo al naturale sulla banda testa rivolta su azzurro - 3 stelle (5 raggi) di argento poste in fascia in alto su azzurro (citato in LEOM) alias tagliato (? o trinciato ?) , d'azzurro e d'oro, con la banda di rosso attraversante sul tagliato, sormontata da un merlo passante d'oro (citato in (32)) Corona di marchese Notizie storiche in Famiglie nobili di Sicilia. Ulteriori notizie storiche in Famiglie nobili di Sicilia. |
|        | Merogno o Merogni (Milelsimo, Cuneo) Inquartato, al 1° e 4° d'argento, al castello di rosso, sorgente da un monte, di verde, al 2° e 3° d'azzurro, a tre scudi di (...), 2, 1 (citato in (28)) inquartato: nel 1º e 4º d'argento con un castello di rosso poggiato sopra un monte verde; nel 2º e 3º tre scudi d'arma triangolari posti 2 e 1, in campo azzurro (citato in (34)) |
|        | Merosiis de Vicomercato (la blasonatura non è stata ancora caricata) (citato in DAlena) |
|        | Mérot (Fiesole) Inquartato: nel 1° d'oro, all'aquila dal volo spiegato di nero; nel 2° d'argento, a due rami decussati e curvati in ghirlanda di verde, legati d'azzurro; nel 3° di rosso, alla croce d'argento caricata di cinque stelle a otto punte di nero, 1.3.1; nel 4° d'azzurro, al leone d'oro (citato in (26)) |

### Mes
| Stemma | Casato e blasonatura |
| ------ | --- |
|        | Mescoli (Firenze) Di rosso, al leone d'oro, e al capo d'azzurro, sostenuto da una divisa d'argento, caricato di tre stelle a otto punte d'oro (citato in (26)) alias Di rosso, al leone d'oro, e al capo d'azzurro, sostenuto da una divisa di rosso, caricato di tre stelle a otto punte d'oro (citato in (26)) alias Di verde, al leone d'oro, e al capo d'azzurro, sostenuto da una divisa d'argento, caricato di tre stelle a otto punte d'oro (citato in (26)) alias Di verde, al leone d'oro, e al capo d'azzurro, sostenuto da una divisa di rosso, caricato di tre stelle a otto punte d'oro (citato in (26)) |
|        | Mescoli o Mescoli della Scala (Toscana) (DE) Durch 1 silbernen Balken blau-rot geteilt, oben 3 achtstrahlige goldene Sterne 1:2 gestellt, unten 1 goldener Löwe (citato in KHIF) |
|        | Mesi (Udine) partito inchiavato di 2 pezzi e 2 mezzi di argento su rosso (citato in LEOM) |
|        | Mesmes ('Île de France, Piemonte) Titolo: marchesi di Chiavazza; signori de La Roche; (in Francia: conti di Marolles; signori di Bajolet) D'argento, allo scaglione d'azzurro, accompagnato da tre merle, di nero, membrate e beccate di rosso (citato in (28)) |
|        | Mesny (Livorno) Partito: nel 1° d'azzurro, allo scaglione diminuito d'argento, accompagnato in punta da una gru posata dello stesso; nel 2° troncato: a/ d'oro, all'aquila bicipite di nero, b/ troncato di rosso e d'oro, alla fascia d'azzurro passata sulla troncatura e caricata di tre stelle a sei punte d'oro (citato in (26)) |
|        | Messana (Sicilia) D'azzurro, con una colonna a base e capitello d'argento alata d'oro (citato in (32)) Notizie storiche in Famiglie nobili di Sicilia. |
|        | Messana o Messina (Messina, Noto, Palermo, Palazzolo Acreide) Titolo: barone di rosso, alla croce d'oro, col mare in punta agitato d'argento (citato in Mango e in (32)) alias troncato: d'argento e di rosso, al leone di nero nel primo e d'oro nel secondo, tenente nella destra un bisante dello stesso (citato in Mango e in (32)) alias di rosso, al leone al naturale, movente da un mare d'azzurro, agitato d'argento, sostenente colle branche anteriori un'ancora di nero, sormontata da tre stelle d'oro, ordinate in capo (citato in Mango e in (32)) Notizie storiche in Famiglie nobili di Sicilia. Ulteriori notizie storiche in Famiglie nobili di Sicilia. |
|        | Messanelli (Napoli) Titolo: marchese della Teana d'azzurro alla croce di cinque fusi d'argento (citato in (29)) croce a 5 losanghe appuntate poste 3 in palo e 2 in fascia di argento su azzurro (citato in LEOM) |
|        | Messea (Finalborgo, Piemonte) Titolo: nobili del SRI Partito, al 1° d'azzurro, alla croce di rosso, cucita, scorciata, accompagnata, in capo da tre stelle d'oro, male ordinate, in punta da due cuori di rosso, cuciti, al 2° di verde, a cinque torri di rosso, cucite, ordinate in decusse, il tutto con il capo d'oro, carico di un'aquila coronata, di nero (citato in (28)) crocetta di rosso su azzurro accompagnata in alto da - 3 stelle (5 raggi) di oro poste 1,2 - 2 cuori in basso di rosso posti in fascia su azzurro - 5 torri di rosso poste in croce di Sant'Andrea su verde - aquila coronata di nero su oro in capo (citato in LEOM) Motto: Medio tutissimus ibis |
|        | Messea banda doppiomerlata di rosso su azzurro accompagnata a destra in alto da - 3 stelle (5 raggi) di oro poste 1,2 - 2 cuori in basso a sinistra al naturale posti in fascia su azzurro - 5 torri di rosso poste in croce di Sant'Andrea su verde - capo d'Impero (sulla seconda troncatura) (citato in LEOM) |
|        | Messerati o Masserati o Macerati (Carignano, Milano) Titolo: conti di Ormea; signori di Casalborgone; consignori (conti?) di Balangero Inquartato, al 1° e 4° di rosso, alla pianta di frumento, spigata di tre pezzi, d'oro; al 2° e 3° d'azzurro, a sei stelle d'oro, 1, 2, 2, 1 Motto: Qui seminat in lacrimis in exultatione metet (citato in (28)) |
|        | Messeri (Firenze) D'azzurro, al calice d'oro sormontato da un destrocherio benedicente di carnagione, vestito di rosso alias D'azzurro, al calice d'oro sormontato da una mano benedicente di carnagione, vestita di rosso (citato in (26)) |
|        | Messia de Prado (Napoli) Titolo: principe di Carovigno d'oro a tre fasce d'azzurro alias inquartato nel primo e nel quarto d'oro a tre fasce d'azzurro (Messia), nel secondo e nel terzo di verde al leone al naturale (De Prado) (citato in (29)) 3 fasce di azzurro su oro - leone rampante al naturale su verde (citato in LEOM) alias inquartato nel primo e nel quarto d'oro a tre fasce d'azzurro (Messia), nel secondo e nel terzo di verde al leone di nero (De Prado) (citato in (29) e in (31)) Notizie storiche in Nobili napoletani. |
|        | Messier (Moncalieri) Titolo: conti di Grana di azzurro a due bordoni, o bastoni da pellegrino d'oro, decussati, legati di rosso, ed accompagnati da una stella d'argento nel punto del capo (citato in (4) – Vol. III pag. 591) D'azzurro, a due bordoni da pellegrino, d'oro, decussati, legati di rosso, accompagnati in capo da una stella, d'argento (citato in (28)) |
|        | Messina (Palazzolo Acreide, Palermo, Malta) Titolo: baroni di rosso alla croce d'oro al mare d'argento (citato in (29)) croce di oro su rosso - mare uscente dalla punta al naturale agitato di argento (citato in LEOM) alias troncato d'argento e di rosso al leone di nero e d'oro, tenente nella destra un bisante d'oro (citato in (29)) leone rampante troncato di nero e di oro su troncato di argento e di rosso tenente in destra una palla di oro (citato in LEOM) alias di rosso al leone al naturale movente in un mare d'azzurro, sostenente un'ancora di nero, sormontato da tre stelle d'oro (citato in (29)) leone rampante al naturale su - mare agitato di argento uscente dalla punta - afferrante con le zampe anteriori una ancora a 2 marre posta in palo di nero sormontato da - 3 stelle (5 raggi) di oro poste in fascia tutto su rosso (citato in LEOM) |
|        | Messina (Molfetta) spaccato d'argento e di rosso, al leone dall'uno all'altro di nero nel 1° e d'oro nel 2°, tenente un bisante dello stesso Motto: Videt ut alta (citato in ) |
|        | Messonero (Torino) Di rosso, a tre bande d'oro, dentate, con il capo d'azzurro, cucito, carico di tre spighe d'oro, legate Motto: Ad sidera (citato in (28)) |
|        | Mestiatis o Meschiatis (Biella, Torino) Titolo: conti di Graglia; consignori di Vaglierano e Celle D'azzurro, alla banda d'argento, carica di tre rose di rosso (citato in (28)) 3 rose di rosso su banda di argento su azzurro (citato in LEOM) Motto: Si patiens fueris - Patientia vincit omnia |

### Met
| Stemma | Casato e blasonatura |
| ------ | --- |
|        | Metelli (Brescia, Erbusco) braccio destro vestito di nero uscente da destra afferrante con la mano di carnagione 4 foglie di verde su oro - albero di quercia al naturale su terrazzo di verde su azzurro (citato in LEOM) |
|        | Metternich (Austria) 3 conchiglie di nero su scudetto di argento coronato di oro poste 2,1 su - banda increspata di azzurro su rosso - 6 crocette di oro su rosso poste in orlo - fascia di argento su rosso - 3 alerioni di argento su banda di rosso su oro - 3 corni da caccia di argento su rosso posti 2,1 - testa di bue di nero in maestà anello di oro al naso su oro - croce patente di oro scorciata accantonata da 4 palle dello stesso su azzurro (citato in LEOM) |
|        | Metti (Pistoia) Bandato di sei pezzi d'azzurro e d'argento, al capo di rosso caricato di una stella a otto punte d'oro (citato in (26)) |

### Meu
| Stemma | Casato e blasonatura |
| ------ | --- |
|        | Meucci (Firenze) D'azzurro, a tre pine d'oro, 2.1 (citato in (26)) |
|        | Meucci (Prato) Di rosso, al leone d'oro, e alla fascia attraversante d'azzurro, caricata di tre stelle a sei punte d'oro alias Di rosso, al leone d'oro, e alla fascia attraversante d'azzurro, caricata di tre stelle a otto punte d'oro (citato in (26))                                  |
|        | Meucci del Lion Bianco (Firenze) D'azzurro, al pesce al naturale, nuotante su un mare dello stesso, e accompagnato in capo da una stella a 16 punte d'oro alias D'azzurro, al pesce al naturale, nuotante su un mare dello stesso, e accompagnato in capo da un sole d'oro (citato in (26)) |
|        | Meurers (Firenze) D'azzurro, alla fascia d'oro, accompagnata in capo da due stelle a sei punte dello stesso, e in punta da un cuore di rosso, trafitto in banda da un dardo cadente d'oro (citato in (26))                                                                                  |
|        | Meuron (Lucca) Troncato: nel 1° d'oro, alla testa di moro al naturale, attortigliata d'argento; nel 2° d'azzurro, a tre pesci natanti rivolti d'argento, 2.1 (citato in (26)) |

### Mey
| Stemma | Casato e blasonatura |
| ------ | --- |
|        | Meyer (poi rinominati di Montagliari) (Germania, Firenze) Titolo: Marchesi Fasciato di oro e di nero, le fasce oro caricate di sei trifogli di verde, 3,2,1 Cimiero: Un'ape di oro. Ornamenti: Sostegni Due grifoni al naturale affrontati (citato in (4 Vol. IV pag. 655, Vol. VIII pag. 325)) |
|        | Meynier (Bugey, Torino) Titolo: marchesi di Villanova d'Asti; conti di Valmeynier Di rosso, a due spade, al naturale, decussate, all'ingiù Motto: Audendo proficit (citato in (28)) |

### Mez
| Stemma | Casato e blasonatura |
| ------ | --- |
|        | Mezara (Verona) banda di rosso su - trinciato di azzurro e partito di argento e di nero - 2 stelle (6 raggi) di oro poste in fascia in alto a destra sull'azzurro - stella (6 raggi) partita di nero e di argento sul partito di argento e di nero (citato in LEOM) |
|        | Mezza Barba (Toscana) (DE) In Gold 1 rote Lilie, 2 rote Rosen, 2 rote Lilien und 1 rote Rose, 1:2:2:1 gestellt (citato in KHIF) |
|        | Mezzabarba (Cellamonte) Titolo: consignori di Cellamonte D'azzurro, a tre gigli male ordinati, alternati da tre rose, il tutto d'oro alias D'oro, a tre gigli male ordinati, alternati da tre rose, il tutto di rosso alias D'oro, a tre rose di rosso, bottonate d'argento e punteggiate di verde (citato in (28)) |
|        | Mezzabarba Birago (Milano) 3 gigli e 3 rose di rosso poste in orlo alternate su oro - 3 fasce doppiomerlate di rosso ciascun merlo cimato da un trifoglio di oro (quelli inferiori rovesciati) su argento (citato in LEOM) |
|        | Mezzacapo (Napoli, Maiori, Malta) Titolo: marchese di Monterosso, nobili dei marchesi troncato, nel primo d'argento alla testa di moro attorcigliata di rosso; nel secondo d'argento a tre sbarre di rosso (arma antica) (citato in (31)) alias partito semispaccato 1° di verde alla banda di rosso, accostata di sei gigli d'oro, al 2° d'argento ad una testa di moro bendata di rosso, 3° d'argento a tre bande di rosso (arma moderna) (citato in (29) e in (31)) banda di rosso accompagnata da - 6 gigli di oro posti in doppia banda in palo su verde - testa di moro al naturale attorcigliata di rosso su argento - 3 bande di rosso su argento (citato in LEOM) Notizie storiche in Nobili napoletani. |
|        | Mezzamici d'argento, a tre teste di liocorno, recise di rosso, 2. affrontate ed 1. (citato in (5) - pag. 152) |
|        | Mezzarota (Cesena) (la blasonatura non è stata ancora caricata) (citato in BLCW) Immagine in Blasone Cesenate. |
|        | Mezzasalma (Messina) Titolo: nobile partito d'azzurro e d'argento, al leone dell'uno e dell'altro, al capo d'oro all'aquila di nero (citato in (29) e in Mango) partito d'azzurro e d'argento, al leone dell'uno nell'altro, col capo dello scudo d'oro, all'aquila spiegata di nero (citato in (32)) leone rampante partito di argento e di azzurro su partito di azzurro e di argento - aquila di nero su oro in capo (citato in LEOM) Notizie storiche in Famiglie nobili di Sicilia. |
|        | Mezzivillani (Firenze) Di nero, cancellato d'argento, i rombi caricati di crocette del secondo (citato in (26)) |
|        | Mezzo (Venezia) Leone leopardito (citato in DAlena) |
|        | Mezzogori (Comacchio) tronco di colonna di argento su ancora e spada incrociate dello stesso su azzurro - 3 stelle (6 raggi) di oro poste in fascia in alto su azzurro (citato in LEOM) |
|        | Mezzolombardi (Siena) Di nero, alla croce d'oro caricata di sei crescenti montanti del campo, 1.3.1.1 (citato in (26)) |